# Надахнуће
Надахнуће или инспирација (лат: inspiratio; in + spiro) је, у психологији, фаза у току стваралачког мишљења, у којој се до решења долази изненада. Тада се неочекивано указује цело решење до тада нерешивог проблема. Назива се још и увиђање или илуминација.